# Romulus St. Ittu
Romulus St. Ittu a fost student la Facultatea Teologică din Sibiu și membru delegat la Marea Adunare Națională din 1918 de la Alba Iulia.